# Cinco canciones, op. 105 (Brahms)
Las cinco canciones para voz y piano, op. 105 (el nombre original es Fünf Lieder) fueron compuestas por Johannes Brahms durante la temporada veraniega que pasó en los alrededores del lago de Thun, Suiza, en 1886. Las canciones incluidas en esta serie son:
1. Wie Melodien zieht es mir
2. Immer leiser wird mein Schlummer
3. Klage
4. Auf dem Kirchhofe
5. Verrat

La segunda canción Immer leiser wird mein Schlummer es quizás la más conocida y grabada.